# روابط آمریکا و بوتان
بوتان و ایالات متحده آمریکا روابط دیپلماتیک رسمی ندارند، اما روابط بین دو کشور به دلیل ارزش‌های مشترک بین دو کشور، "دوستانه و نزدیک" تلقی می‌شود.  روابط نزدیک فزاینده بین هند و ایالات متحده نیز به بهبود روابط ایالات متحده و بوتان کمک کرده است.